# Tirez la chevillette

Tirez la chevillette (Come Easy - Go Easy) est un roman policier de l’écrivain britannique James Hadley Chase publié en 1960 à Londres, aux éditions Hale. Il est édité aux États-Unis en 1974 par Pocket Books à New York. Le livre paraît en France dès 1960 dans la Série noire. La traduction est signée Jeanne Witta. L'action se situe aux États-Unis.

## Résumé
Appelé d'urgence pour dépanner le coffre-fort du riche et méprisant Henri Cooper, Chet Carson y découvre avec stupeur environ un demi-million de dollars. Avec son collègue Roy Tracey, il décide de s'en emparer en l'absence du propriétaire, mais celui-ci survient : Roy l'assomme et se réfugie dans les étages alors que Chet est blessé et arrêté en tentant de s'enfuir. Prétendant avoir agi seul, il est condamné à dix ans de travaux forcés au sinistre pénitencier de Farnworth, dont il réussit à s'évader - un codétenu qui l'accompagnait est abattu. Une jeune fermière, choquée par l'abominable réputation du pénitencier, lui fournit vêtements et nourriture qui lui permettent de s'éloigner de la région.
Chet aboutit au relais de la Dernière chance, station-service et restaurant isolés et ainsi nommés parce que la station suivante est située à 300 kilomètres de là, derrière les montagnes... Le propriétaire, Carl Jenson, l'embauche pour ses talents de mécanicien : sous le nom de Jack Patmore, Chet donne toute satisfaction et devient l'ami de son patron, pour qui il éprouve respect et affection. Mais la jeune et troublante épouse de celui-ci, Lola, lui montre dès le début une nette hostilité, et lorsqu'elle tombe sur un vieux journal relatant l'évasion de Chet, elle l’identifie et le soumet à un chantage : ou bien elle le dénonce, ou il ouvre le coffre-fort de son mari, afin qu'elle puisse s'enfuir avec son contenu - environ 100 000 dollars. Chet cède au chantage, avec l'intention de ne rien donner à Lola et de renvoyer l'argent à Carl Jenson lorsqu'il se sera mis à l'abri. Mais son patron le surprend alors qu'il a ouvert le coffre-fort : Chet lui explique la réalité de sa situation et Carl le croit, ouvrant les yeux sur la véritable nature de Lola. Mais celle-ci l'abat d'un coup de revolver et Chet - qui a heureusement claqué la porte du coffre - refuse de le rouvrir.
Chet enterre Carl Jenson sous un établi du garage, et Lola le harcèle puis le séduit pour obtenir satisfaction, en vain. Ils ont fait courir le bruit que Carson est parti en Arizona pour affaire. C'est alors que survient Roy, le complice que Chet n'a pas dénoncé et que le hasard amène là pour des raisons professionnelles. Il s'installe finalement avec Chet et Lola, qui ne parvient pas à le séduire. Il évite même à Chet une confrontation avec le shérif. Mais un soir qu'il est seul au relais, Chet est attaqué par deux bandits. Blessé et immobilisé dans sa chambre, il comprend bientôt que Lola a informé Roy du contenu du coffre et que Roy, appâté par l'argent, va l'ouvrir, au risque d'être aussitôt tué par Lola. Chet utilise alors ses dernières forces pour tenter d'éviter cela...

## Personnages principaux
- Chet Carson, le narrateur, dépanneur pour la Compagnie des Coffres-forts Lawrence. « Depuis des années, je tirais le diable par la queue avec le peu que je gagnais. Depuis des années, je me rendais compte que mon travail ne me mènerait nulle part. [...] Ce serait si simple de pénétrer dans cet appartement, d'ouvrir ce coffre en fer blanc et de se servir[3]. »
- Roy Tracey, son ami d'enfance et collègue de travail. « Il était comme moi, grand, brun, solidement bâti. [...] Nous étions l'un et l'autre démangés par le même besoin d'argent. La seule différence est que les femmes étaient exclues de sa vie. Il s'était marié à dix-neuf ans, mais ça n'avait pas marché[3]. »
- Henry Cooper, riche propriétaire d'un coffre-fort Lawrence dont il a égaré la clé. « Il avait le teint violacé du franc buveur; et, à son respectable tour de taille, on devinait le bon coup de fourchette. Il vint lui-même m'ouvrir la porte et, dès que j'eus mis le pied dans son antichambre, commença à m'invectiver pour avoir mis si longtemps à venir[4]. »
- Byefleet, gardien du pénitencier de Farnworth, responsable des chiens. « C'était alors que Byefleet, géant adipeux à visage de porc, prenait possession de son domaine. Armé d'une batte de baseball, il allait à la cage et faisait sortir les chiens[5]. »
- Joe Boyd, codétenu de Chet Carson au pénitencier. « Sa face de brute n'était qu'un fouillis de cicatrices, témoignage de féroces bagarres passées. [...] Il avait l'aspect d'un orang-outang et se comportait d'ailleurs comme s'il en était réellement un[6]. »
- Carl Jenson, 55 ans, propriétaire du relais de la Dernière chance, veuf remarié à Lola. « Il mesurait un mètre quatre-vingt-dix sans talons et était large comme deux hommes ordinaires. Son visage plein et hâlé semblait ouvert, aimable et gai. [...] Malgré sa puissante stature, il n'avait pas un gramme de graisse[7]. »
- Lola Jenson, 32 ans, seconde épouse de Carl. « Sa chevelure épaisse, d'un roux vénitien, était ramenée à la diable en chignon sur le haut de sa tête. Elle était vraiment belle, malgré la bouche trop grande et les lèvres trop grosses. Il émanait d'elle un je ne sais quoi de sensuel qui ne pouvait laisser aucun homme insensible[8]. »
- George Ricks, frère de la première épouse de Carl Jenson. « Il avait un visage en lame de couteau, couleur de vieux chêne. Son nez était long et ses lèvres minces. Sous ses sourcils broussailleux perçaient deux yeux inquisiteurs[9]. »
- Le shérif de Wentworth.
- Eddie et Sol, deux bandits.

## Procès en plagiat
James M. Cain a intenté et gagné, en 1960, un procès en plagiat contre James Hadley Chase, qui se serait inspiré du célèbre Le facteur sonne toujours deux fois. Il est exact que le narrateur, dans les deux romans, est embauché par le patron d'un restaurant-station-service, dont la femme est séduisante. Mais comme le remarque Robert Deleuse, « pour le reste, rien n'appartient au roman de Cain » : ni le forçat évadé, ni le complice Roy Tracey, ni la grande méfiance réciproque entre Chet et Lola...
Chet Carson est un personnage sympathique, qui n'a commis son délit que poussé par des circonstances : un client insupportable à 2 minutes de la fin de son service, alors qu'il a rendez-vous avec une jeune femme elle aussi excédée, et qu'un système de surveillance l'empêche de ne pas répondre. D'ailleurs, lors de son procès, son employeur dépose en sa faveur : « Il affirma que j'étais le meilleur ouvrier de l'entreprise et que, jusqu'alors, il m'avait toujours considéré comme absolument digne de confiance. » Contrairement à Frank Chambers dans le roman de James M. Cain, Chet ne tue personne ; c'est même parce qu'il hésite à tirer sur un des bandits qui l'ont agressé qu'il est sérieusement blessé à la fin. Après son évasion, Chet, qui refuse de voler son patron, n'a même pas le désir démesuré de s'enrichir qui caractérise, par exemple, le narrateur de L'Abominable Pardessus, dont l'intrigue pourrait aussi être rapprochée de celle du roman de James M. Cain.

## Éditions françaises
- Gallimard, coll. « Série noire » no 544, (1960)  (ISBN 2070475441)
- Gallimard, coll. « La Poche noire » no 139 (1971)  (ISBN 9782071024734) ;
- Gallimard, coll. « Carré noir » no 71 (1972)  (ISBN 2070430715).

## Adaptation cinématographique
L'œuvre a servi de base à une adaptation cinématographique par le réalisateur français Julien Duvivier, sous le tire Chair de poule. Le film, avec Robert Hossein, Catherine Rouvel et Georges Wilson, a été tourné dans les Alpes-Maritimes, où Julien Duvivier et René Barjavel (coscénariste et dialoguiste) ont déplacé l'action. Il est sorti en 1963.